# Gammel Estrup, Danmarks Herregårdsmuseum
Gammel Estrup, Danmarks Herregårdsmuseum, er et kulturhistorisk museum der har til huse i hovedbygningen på herregården Gammel Estrup i Auning på Djursland. Museet udstiller herregårdskultur, og hovedbygningen er indrettet med rum i forskellige tidsperioder.
I de omkringliggende bygninger har det statslige Det Grønne Museum til huse.

## Historie
Familien Scheel havde ejet Gammel Estrup i flere hundrede år, men ved lensafløsningen i 1919 blev det klart, at man ikke kunne bevare herregården i slægtens eje. Ved den sidste greve Scheels død i 1926 skulle herregårdens værdi fordeles på de 11 efterladte børn, og den blev derfor solgt til Frederik Legarth. Størstedelen af inventaret blev ligeledes solgt på to auktioner, mens resten blev fordelt blandt børnene. Legarth boede dog i forvalterboligen og han solgte derfor hovedbygningen og parken til Valdemar Uttental til Løvenholm, der var greve Scheels svigersøn. 
Uttental oprettede et museum for herregårdskultur 29. januar 1930, kaldet Gammel Estrup, Jyllands Herregårdsmuseum. Man har siden forsøgt at genkøbe så meget som muligt af det originale inventar fra herregården. Museet ændrede navn til Gammel Estrup, Danmarks Herregårdsmuseum i 2018.

## Udstillinger
Siden midten af 00'erne er Gammel Estrups mange sale og gemakker blevet gennemrestaureret og nyformidlet, så man kan opleve indretning og boligstil for landets absolutte elite gennem århundreder
Museet er indrettet i hovedhuset, hvor man med forskellige interiører har indrettet rummene i forskellige tidsperioder. Udstillingen omfatter bl.a. porcelæn, gobeliner, malerier og møbler og omfatter renæssance, barok, rokoko og 1800-tallet.
Der findes et køkken og udstillinger for tjenestefolk og tyendet. Derudover er der skiftende specialudstillinger.  